# Dominik Schwager
Dominik Schwager (ur. 18 sierpnia 1976 w Monachium) – niemiecki kierowca wyścigowy.

## Kariera
Schwager rozpoczął karierę w wyścigach samochodowych w 1994 roku od startów w Formule ADAC Junior. Z dorobkiem 54 punktów uplasował się tam na siódmej pozycji w klasyfikacji generalnej. W późniejszych latach pojawiał się także w stawce BMW/ADAC Formula Junior, Masters of Formula 3, Niemieckiej Formuły 3, Grand Prix Monako Formuły 3, Formuły 3000, Autobacs Cup All Japan GT Championship, Super GT Japan, Formuły Nippon, Japan GT Festival in Malaysia, 24-godzinnego wyścigu Le Mans, Niemieckiego Pucharu Porsche Carrera, 24h Nürburgring, ADAC GT Masters, VLN Endurance, FIA GT1 World Championship, Malaysia Merdeka Endurance Race, American Le Mans Series oraz Dunlop 24H Dubai.
W Formule 3000 Niemiec wystartował w jedenastu wyścigach sezonu 1998 z francuską ekipą Team Oreca. Uzbierane trzy punkty uplasowały go na czternastym miejscu w końcowej klasyfikacji kierowców.